# Wakefield Rugby Football Club
Le Wakefield Rugby Football Club est un club anglais de rugby à XV fondé en 1901. Il est basé à Wakefield (Yorkshire de l'Ouest). N'ayant pas pu assurer le passage au professionnalisme, le club disparaît en 2004.

## Palmarès
- Vainqueur du Courage League Division 3 en 1988

## Joueurs célèbres
- Bryan Barley
- Nigel Melville
- Dean Schofield